# Heterothallie
Heterothallische organismen komen voor bij schimmels en oömyceten. Deze organismen kunnen zich niet zelfbevruchten, maar zijn aangewezen op een genetisch andere partner, waarbij ook de paringstypen verschillend zijn. Er kunnen meer dan twee paringstypen aanwezig zijn.

## Schimmels
Na de paring van twee verschillende hyfen ontstaat een gametangium, waarin de gameten gevormd worden.

## Oömyceten
Na bevruchting van een oögonium van bijvoorbeeld het type A1 met een antheridium van bijvoorbeeld het type A2 worden oösporen gevormd.

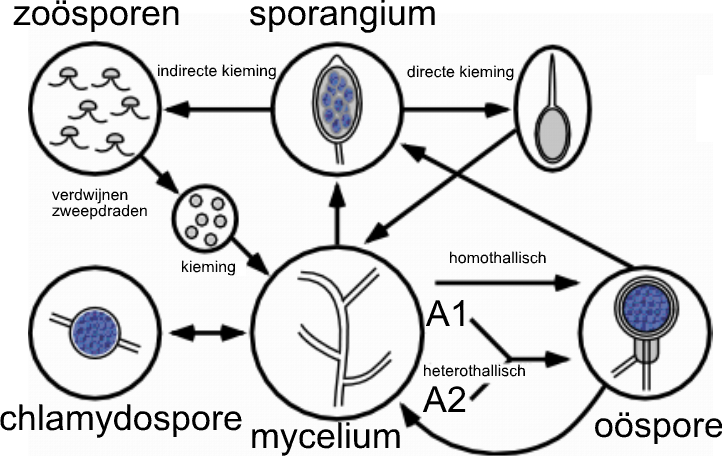
Levenscyclus van Phytophthora als voorbeeld van een oömyceet